# スタッド・マルセル・デフランドル
スタッド・マルセル・デフランドル（Stade Marcel-Deflandre）は、フランスのラ・ロシェルにあるスタジアムで、フランス選手権トップ14のラグビーユニオンチーム、スタッド・ロシュレの本拠地である。

## 概要
1926年のオープン以来、スタッド・ロシュレの本拠地となっている。
スタジアムの名称は、1941年1月からスタッド・ロシュレ会長に就任し、第二次世界大戦中にフランスを占領したドイツ軍によって1944年1月に処刑された、マルセル・デフランドル（Marcel Deflandre）にちなむ。
1995年以降、大幅な改築がたびたび行われ、現在の収容人数は16,700人である。